# 帕尔奈 (谢尔省)
帕尔奈（法語：Parnay，法語發音：[paʁnɛ] ⓘ）是法国谢尔省的一个市镇，位于该省南部，属于圣阿芒蒙龙区。

## 地理
帕尔奈（46°50'56"N, 2°34'15"E）面积17.28 平方千米，位于法国中央-卢瓦尔河谷大区谢尔省，该省份为法国中部省份，北起卢瓦雷省，西接卢瓦-谢尔省和安德尔省，南至克勒兹省，东南接阿列省，东临涅夫勒省。
与帕尔奈接壤的市镇（或旧市镇、城区）包括：阿尔弗耶、孔特尔、欧龙河畔丹、梅扬、韦尔讷伊。

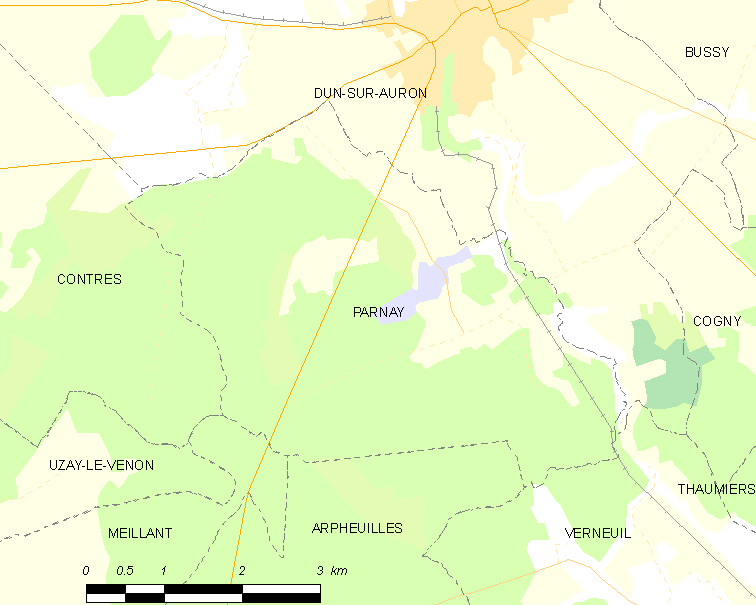
的OSM定位图

帕尔奈的时区为UTC+01:00、UTC+02:00（夏令时）。

## 行政
帕尔奈的邮政编码为18130，INSEE市镇编码为18177。

## 政治
帕尔奈所属的省级选区为欧龙河畔丹县。

## 人口

1962-2008年间人口变化图示

帕尔奈于2022年1月1日时的人口数量为50人。